# UTC-03:00
UTC−03:00 er en måde at betegne UTC-tiden minus 3 timer.

## Som standardtid

### Hele året
- Surinam
- Fransk Guyana
- Chile – fastlandet
- Brasilien – Østlige, nordlige og nordøstlige stater:
  -  Alagoas
  -  Amapá
  -  Bahia
  -  Ceará
  -  Maranhão
  -  Pará
  -  Paraíba
  -  Pernambuco
  -  Piauí
  -  Rio Grande do Norte
  -  Sergipe
  -  Tocantins
- Argentina[1]
- Uruguay
- Falklandsøerne
- Antarktis: Graham Land

### Sydlige halvkugle, vinter
- Brasilien – Sydlige og sydøstlige stater:
  -  Distrito Federal
  -  Espírito Santo
  -  Goiás
  -  Minas Gerais
  -  Paraná
  -  Rio de Janeiro
  -  Rio Grande do Sul
  -  Santa Catarina
  -  São Paulo

### Nordlige halvkugle, vinter
- Grønland – det meste af øen inkl. sydkysten og sydvestkysten – kører efter EUs DST-regler[2]
- Saint-Pierre og Miquelon (Frankrig) – kører efter nordamerikanske DST-regler

## Som sommertid

### Sydlige halvkugle, sommer
- Brasilien  – Sydvestlige stater:
  -  Mato Grosso
  -  Mato Grosso do Sul
- Paraguay

### Nordlige halvkugle, sommer
- Canada (Atlantic Daylight Time)
  -  Nova Scotia
  -  New Brunswick
  -  Prince Edward Island
  -  Newfoundland and Labrador (med undtagelse af den sydøstlige spids) samt det østlige af  Québec
- Bermuda
- Grønland – nordvest – området omkring Thule – kører efter nordamerikanske DST-regler[2]